# ده کایید
ده کایید روستایی در دهستان زالیان از بخش زالیان در شهرستان شازند از توابع  استان مرکزی در ایران است که در فاصله‌ی ۷۳ کیلومتری اراک و در ۳۵ کیلومتری بروجرد قرار گرفته است. مردم این روستا از مردم لر هستند و یکجا نشینان ایل زیار یا آل زیار و طوایف مختلف این ایل در این روستا زندگی می کنند. تپه‌ی تاریخی، حمام قدیمی، قنات‌ها و سنگ قبرهای نفیس به جا مانده از گذشته همگی نشان از تاریخی بودن این روستا دارد. در سال‌های گذشته تپه‌ی تاریخی ده کایید تخریب شد و بسیاری از سنگ نوشته‌های باارزش آن توسط افراد سود جو به تاراج رفت. این روستای تاریخی و زیبا بهاری دلنشین، تابستانی معتدل و پاییز و زمستانی سرد دارد. کشاورزی، دامپروری ، زنبورداری و باغداری شغل اصلی مردم ده کایید است. هنر و حرفه‌ی ده کاییدی‌های مقیم اراک و تهران اغلب گچکاری، گچبری و ساختمان سازی است. تعزیه خوانی در ده کایید قدمتی نزدیک به دو قرن داشته و  یکی از میراث‌های فرهنگی آن به حساب می‌آید تا جایی که این روستا همواره یکی از کانون‌های تعزیه در منطقه‌ی اراک بوده است. آب کشاورزی و آب آشامیدنی روستا از جویبارها و چند رشته قنات بسیار قدیمی تامین می‌شود. زمین‌های کشاورزی روستا بیشتر در چند چشمه‌ به نام‌های شَکلاغ(شَکل‌بلاغ)، جو صفر، دالمالگه، کهریز و قلی‌بلاغ قرار دارد. 
انگور، گردو و زردآلو مهم‌ترین میوه‌های ده کایید می‌باشد. همچنین و براساس مطالعات انجام شده، خاک و اقلیم این روستا مستعد کشت زعفران است. چند سد خاکی کوچک از جمله سد دالمالگه برای نگهداری گل‌ و لای و بارش‌های زمستانی احداث شده است.
ده کایید در سال های اخیر شاهد ساخت و سازهای زیادی به سبک مدرن بوده و رفته رفته از حالت قدیمی خود فاصله گرفته است. امکانات روستا شامل دسترسی به بزرگراه بروجرد-اراک (جاده ۵۶ ) در مسیر ترانزیتی تهران-جنوب، آب لوله کشی، برق، گاز، شبکه تلفن همراه، دیتای 4G، درمانگاه و پاسگاه و مراکز آموزشی است.

## جمعیت
بر پایه سرشماری عمومی نفوس و مسکن در سال ۱۳۹۵ جمعیت این روستا ۲۱۳ نفر (۸۳خانوار) بوده‌است.

## نگارخانه

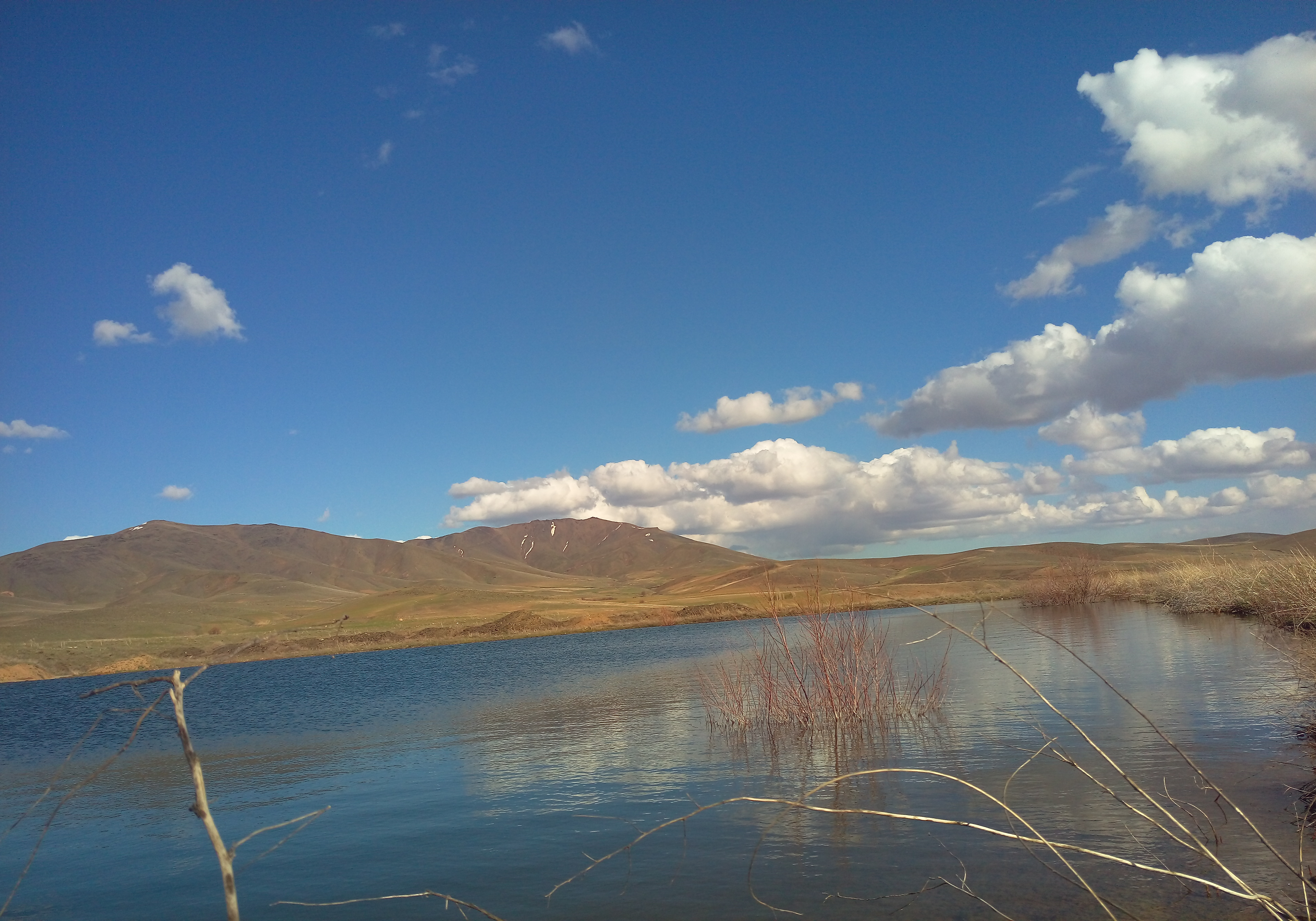
سد دالمالگه.
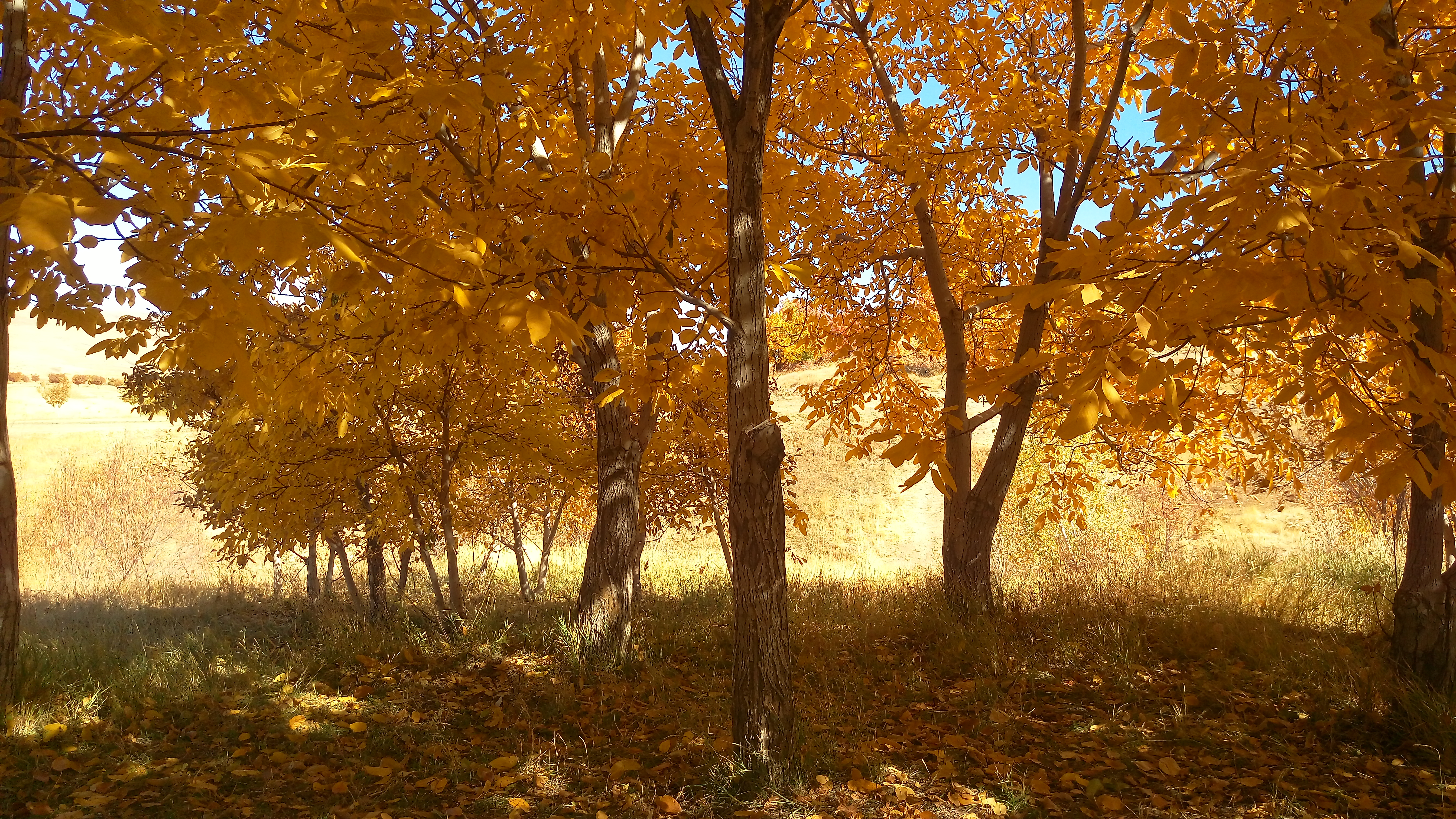
باغهای دهکایید در پائیز.
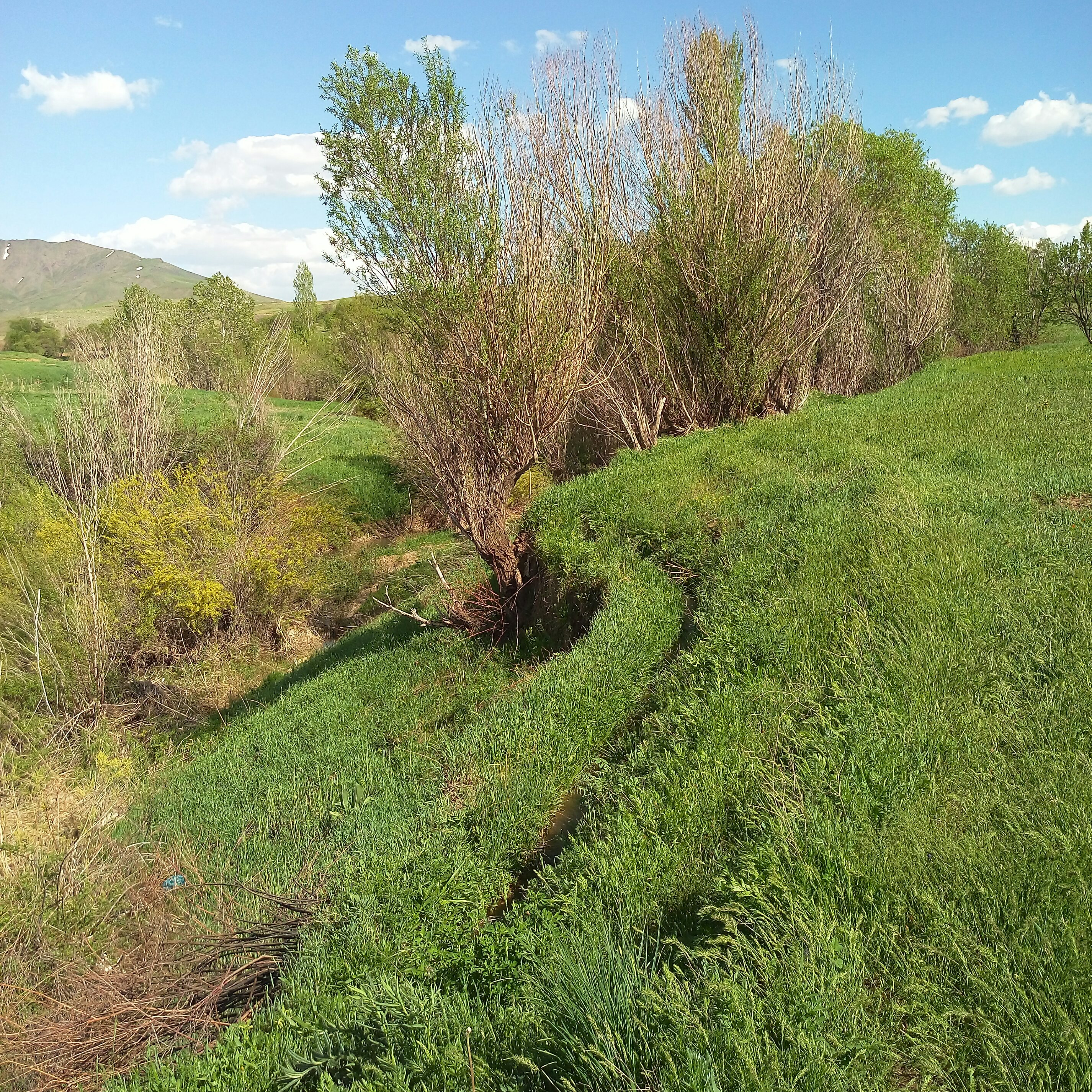
زمین های کشاورزی منطقه.
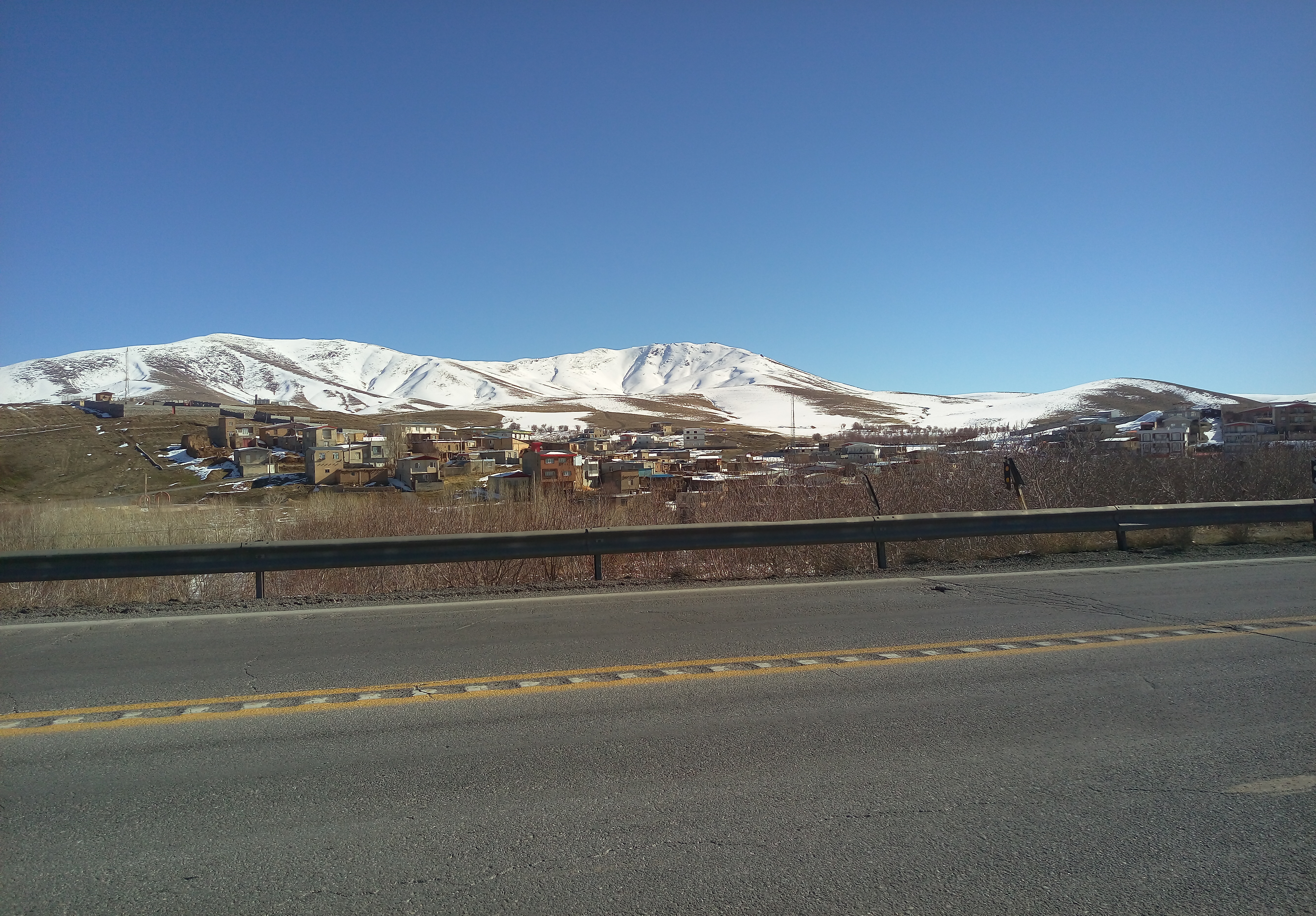
روستای دهکایید در مجاورت بزرگراه بروجرد-اراک.